# 진도 금갑진성
진도 금갑진성(珍島 金甲鎭城)은 대한민국 전라남도 진도군 의신면 금갑리에 있는 조선시대의 성이다. 2005년 7월 13일 전라남도의 기념물 제234호로 지정되었다.

## 개요
진도 금갑진은 남도포수군진과 함께 전략상의 교통 국방의 요충지에 자리한다. 금갑진성은 항로를 감시하고 통제하기에 좋은 지리적 전략적 위치에 입지하고 있다. 산지 지형과 해안 지형을 절묘하게 잘 배합하여 입지하였고 성곽도 그런 지형 조건을 활용하여 축조한 것이다. 이것은 방어에 유리하면서 해안 일대를 감시하기에 좋은 최적의 자연 지형을 선택 활용하고 있다고 볼 수 있다.
금갑도진에 대한 기록은 세종 28년(1446)에 처음 나타난다. 여귀산 목장의 관리를 논의 하는 기록에서 그 관리의 주체로서 진도군사, 남도포 만호와 함께 금갑도만호가 기록되고 있다.(<세종실록> 권111, 세종 28년 1월 신묘조) 늦어도 이 무렵에 금갑도진에 만호가 상주하였음을 알 수 있다. 이처럼 금갑도진은 조선시대 초기에 설진된 수군만호진으로 진성은 성종 16년(1485)부터 연산군 5년(1498) 사이에 축성된 것으로 보인다. 왜구 방어의 요새로서 기능하고 임진왜란시에는 전라우수영과 밀접히 연결되면서 큰 구실을 하게 된다.
현재 성벽은 많이 남아 있지는 않지만, 조선시대 초기에 설진, 축성되어 왜구 방어의 선봉이 되었던 역사성, 그리고 인근한 남도포 수군진성(사적 127호 남도석성)등 서남해안의 수군진성과의 연구 비교 등의 측면에서 보면 학술적 가치도 있다.
이 성에는 만호를 비롯한 여러 관원들이 배치되었으며, 왜적을 방어하는데 필요한 각종 시설이 갖추어져 있었다. <신증동국여지승람> 진도 성곽조(城郭條)에 따르면 금갑진성은 성 둘레 1,153자[尺], 높이 8자[尺]이었다고 기록되어 있으며 <증보문헌비고> 성곽조에 따르면 둘레 1,051자, 높이 11자, 치첩(雉堞) 45, 우물 3개소라고 기록이 되어 있다.
지적도를 통해 추정한 성벽의 총연장길이는 약 800미터정도 된다. 금갑진성에는 만호를 비롯한 여러 관원이 배치되었으며, 수군을 지휘 통솔하여 왜적을 방어하는데 필요한 각종 건물과 시설이 갖추어져 있었다. 관원으로는 만호(萬戶) 휘하에 군관 13명, 아전 11명, 지인 3명, 사령 8명이 배속되어 있었다.
성내시설로는 성곽과 성을 출입하는 동서 2개의 문이 있었고 그 내부에 객사, 아사, 내아, 폐문루, 환고, 장청, 사령청, 군기화약고, 진무청 등의 건물이 있었다. 성곽밖에는 해자 시설이 있었으며 성 밖에 인접한 바다에는 선창이 있어 군선을 정박해두고 있었다. 현재는 서측과 북측의 성벽 일부만 남아 있고 내부에는 민가들이 들어서 있지만 문화재로서 가치가 있다.

## 같이 보기
- 진도 남도석성 - 사적 제127호

## 참고 자료
- 진도 금갑진성 - 국가유산청 국가유산포털